# Poesía visual

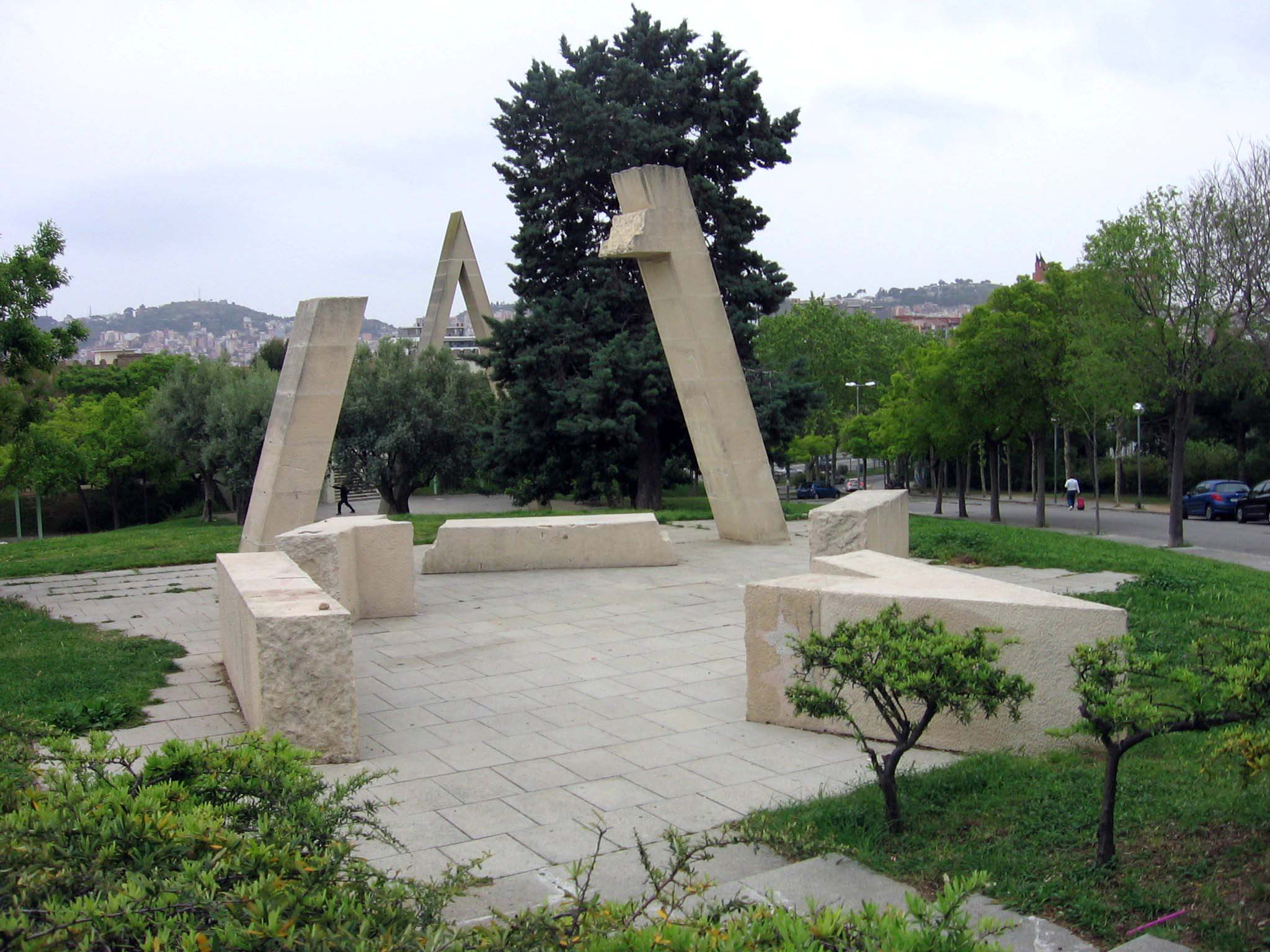
Joan Brossa: Poema visual transitable en tres tiempos: Nacimiento, camino —con pausas y entonaciones— y destrucción (1984), Velódromo de Horta, Barcelona

La poesía visual es una forma experimental en la que la imagen, el elemento plástico, en todas sus facetas, técnicas y soportes, predomina sobre el resto de los componentes. Esta forma de poesía no verbal constituye un género propio, y en el campo de la experimentación sus creadores se mueven en la frontera entre los géneros y las artes, como la pintura, acción poética, el teatro, la música y la misma lírica discursiva, dando lugar a diversas formas de poética: poesía visual (concretismo, letrismo, semiótica), poesía objetual, poesía fonética, poesía sonora, poema acción y pseudovisual.

## Descripción
Relacionada íntimamente con el Arte postal, los límites de ambos están poco definidos en la mayoría de varias veces.
En un poema visual hay dos componentes fundamentales, el icónico y el verbal, aunque también puede participar en su aspecto visual el lenguaje sonoro, el fonético, el lenguaje matemático, etc. Estos lenguajes hacen que su esencia difiera de la poesía verbal.
En su estudio han de tenerse en cuenta elementos como el uso de la tipografía, el uso del color o su ausencia, la disposición del espacio, la inclusión del diseño gráfico... En general, lo verbal y lo icónico convergen en una forma de arte de síntesis, en una forma de poesía iconoclasta y lejos de lo convencional que estaría representado por la poesía verbal.

## Historia
La poesía visual no ha sido inventada en el siglo XIX ni en las primeras vanguardias del siglo XX. Es prácticamente tan vieja como la poesía escrita y así lo demuestra la existencia de caligramas y otros poemas figurativos. Pueden considerarse el inicio de la poesía figurada en verso los caligramas atribuidos al poeta griego Simmias de Rodas hacia el año 300 a. C. Su caligrama El huevo tiene que leerse alternadamente, el primer verso y luego el último, el segundo verso y luego el antepenúltimo, hasta terminar en el verso central.
Más modernamente, es el escritor cubista Apollinaire quien hace revivir de nuevo el género con sus caligramas.

## En el universo hispanoamericano
En España, durante el periodo barroco (siglo XVII), pueden considerarse referencias precedentes las de Juan Díaz Rengifo y Juan Caramuel, o los romances mudos asociados a la literatura de las fiestas y celebraciones populares (con enigmáticos ejemplos como el Romance mudo a la Inmaculada Concepción o vistosos y coloristas como el dedicado a san Antonio de Padua).
Ya en el diecinueve destacaron creadores como José González Estrada. En el campo del estudio, León María Carbonero y Sol compiló todo lo que la abundante tradición del Manierismo y Barroco español había elaborado en cuanto al género de la poesía visual en su Esfuerzos del ingenio literario (Madrid, Sucesores de Rivadeneyra, 1890). 
También en España y a lo largo del siglo XX, hay que citar el trabajo innovador de Ramón Gómez de la Serna y poetas como Gerardo Diego, Juan Larrea y Guillermo de Torre. A los que más tarde hay que añadir los nombres de Eduardo de Ory o Agustín Aguilar y Tejera.

### Influencias y desarrollo
A principios del siglo XX, la poesía visual fue influida por el Futurismo italiano, primera de las vanguardias históricas, y los posteriores Dadaísmo y Cubismo, inmersos en estéticas autóctonas tales como el Ultraísmo y el Creacionismo. El resultado fue una mayor presencia de la plasticidad y visualidad en las nuevas escrituras poéticas con sus caligramas y el uso más o menos innovador de la tipografía, el collage y una nueva disposición del espacio.

### En España
Pueden extraerse cuatro focos:
- la poesía pluridisciplinar (letrista, visual, objetual, urbana...) de Joan Brossa;
- la poesía letrista de Juan Eduardo Cirlot;
- la poesía la visual de Fernando Millán (evolucionando desde Tristan Tzara),
- o la de poesía de acción del Grupo Zaj.

Nombres básicos a los que hay que añadir los de José Antonio Cáceres, Josep Maria Junoy, Ernesto Giménez Caballero, Gustavo Vega, Juan Hidalgo, José Luis Castillejo, Cooperativa de Producción Artística y Artesana, Felipe Boso, Francisco Pino, Guillem Viladot, Isidoro Valcárcel Medina, Ulises Carrión, José-Miguel Ullán, Ángel Sánchez, Antonio Gómez García, Francisco Peralto, Bartolomé Ferrando, J. M. Calleja, Eduardo Scala, Carles Santos, José-Carlos Beltrán, Fátima Miranda, Eduard Escoffet, Rafael Peralto, Toni Prat, J. Brustenga-Etxauri, Ibirico, César Reglero, Francisco Aliseda, Xavier Canals, Isabel Jover, Carmen Peralto, Rafael Marín, Antonio Orihuela, J. Ricart, Josep Sou, Miguel Jiménez, Nieves Salvador, Agustín Calvo Galán, José Luis Campal, Sergi Quiñonero, Raquel Bullón Acebes, Eva Hiernaux, Yolanda Pérez Herreras, Julia Otxoa, José Manuel de la Pezuela, Pablo del Barco, Antonio L. Bouza, Julián Alonso, Ángela Serna, J. Seafree, Joaquín Gómez, Teo Serna, Juan Manuel Barrado, Alex Monfort o José Miguel Giner.
A grandes rasgos se pueden marcar tres momentos en la poesía visual española del siglo XX que funcionan independientemente de la poesía discursiva tradicional y oficial:
- Una línea, seguida sobre todo en Cataluña, que inician los primeros poetas visuales haciéndose eco de las vanguardias europeas, como el futurismo.
- Otra línea importante ya en la década de los 60 en la que los artistas entran en contacto de nuevo con movimientos extranjeros siempre en un contexto experimental, marginal y de vanguardia.
- Y una tercera línea de poesía visual que comienza a tener una audiencia cada vez mayor en la década de 1990.

Dentro de estas líneas perdura el hecho de que se trata de una práctica interdisciplinar que quiere aportar una nueva escritura, una nueva manera de ver y expresar el mundo. Precisamente ese es uno de los problemas para el estudio de la poesía visual y experimental en general, la línea artística que siguen estos autores es generalmente plural, es decir, son artistas que trabajan en zonas fronterizas entre la pintura, la música, el teatro y la poesía en sus diversas expresiones: poesía fonética, visual, sonora... Otra traba es el hecho de que permanece en su mayor parte inédita o se ha publicado en tiradas muy reducidas y en ediciones casi desconocidas.
Por otra parte, en España existen ya varias antologías de poesía visual y revistas donde se expone la obra de muchos poetas visuales.
El Centro de Poesía Visual (CPV) de España, se creó en 2005 en Peñarroya-Pueblonuevo con la intención de documentar los avances de este lenguaje, clasificarlos y darlos a conocer al público.
A nivel de difusión, en Barcelona, tiene gran importancia la plataforma Projectes Poètics Sense Títol (Propost) que es una entidad independiente dedicada a las prácticas poéticas contemporáneas. Desde 1993, organizó exposiciones y recitales y ha publicado revistas y catálogos y se convirtió en una de las entidades más dinámicas en el campo de la poesía experimental.
De esta manera y gracias a todas estas actividades, en 2006 tuvo lugar el I Encuentro de Poesía Visual que contó con la participación de una quincena de especialistas y estudiosos que analizaron este género.

### En Latinoamérica
En América Latina estas corrientes se consolidaron hacia 1969, con las primeras exposiciones de la «Nueva Poesía» (así se llamaban los movimientos de poesía experimental en aquellos años) y sobre todo el trabajo impulsado por los poetas mexicanos del Núcleo Post-Arte, coordinado por César Espinosa, que realizaron dos Bienales de Poesía Visual y Experimental (1985/86 y 1987/88) y por el movimiento que en São Paulo, Brasil, impulsó el poeta y crítico Philadelpho Menezes, organizador de la 1.ª Muestra Internacional de Poesía Visual de San Pablo en 1988, conjuntamente con un significativo Simposium que congregó a los más importantes poetas y críticos del mundo.
Uno de los introductores de la poesía visual en México fue José Juan Tablada y el movimiento Estridentista (1922-26), foco de rotundas pasiones artístico-políticas y todavía recusado airadamente por los cultivadores del esteticismo criollo. Así, hasta el decenio de los 60 —tal vez como secuela del éxito internacional de la poesía concreta brasileña— se retomó la exploración con pioneros como alemán residente en México Mathias Goeritz, José Luis Cuevas, Felipe Ehrenberg, y marcó una época el grupo Peyote & La compañía y el No-Grupo. Entre los poetas a señalar: César Horacio Espinoza, Juan José Díaz Infante, Araceli Zuñiga, Lilia Morales y Mori, Miguel Ángel Corona, Aurora Berlang, César Espino Barros.
En Argentina, el panorama se inició con el poema Cantar de las ranas de Oliverio Girondo en 1932; continuó con el grupo Diagonal Cero en 1966 liderado por el artista Edgardo Antonio Vigo, siguiendo hasta los años 90 con el grupo Paralengua, conformado principalmente por Fabio Doctorovich, Carlos Estévez y Roberto Cignoni, el cual realizó numerosos encuentros de poesía visual, experimental y performance poética entre 1989 y 1998. Desde 2000 puede mencionarse Vórtice Argentina que organizó anualmente Encuentros Internacionales de Poesía Visual, Sonora y Experimental. Entre otros nombres a destacar de la escena argentina son: Silvio de Gracia, Juan Carlos Romero, Ruben Mario Tani, Gladys Afamado, Susana Fernández Sachaos, Laura Andreoni, María Rosa Andreotti, Alejandra Bocquel, Claudia del Río, Lilian Escobar, Rosa Farfán, Fernando Fazzolari, Paula Ferraresi, León Ferrari, Adolfo Nigro, Ruben Grau, Hilda Paz, Luis Pazos/Horacio D´Alessandro, Víctor F. Sitá, Javier Ildefonso Sobrino, Alejandro Thornton, Roxana Villarino, Mauro Cesari.
En Chile, fuera de la figura ancilar de Vicente Huidobro, hay que agregar en las décadas de 1960 y 1970 el trabajo de Héctor Véliz y su colección Ediciones Mimbre y Dámaso Ogaz quien desde Venezuela creó la revista La Pata de Palo. Además las actividades de Foro de Escritores en el Bar Rapa Nui, la difusión de la revista Escáner Cultural y el trabajo de otros poetas experimentales de la escena independiente chilena. Entre los poetas a nombrar: Nicanor Parra, Juan Luis Martínez, Eugenio Dittborn, Yanko González, Martín Gubbins, Felipe Cussen, Kurt Folch, Gregorio Fontén, Nancy Gewölb, Anamaria Briede, Alberto Nónimo, Tómas Browne Cruz, Andrés Anwandter, Sergio Pinto Briones, Cecilia Vicuña, Lila Díaz, Carlos Cociña.
En Uruguay Clemente Padín le dio un gran impulso debido a la creación de las revistas Los Huevos del Plata y Ovum 10 en la década de 1960, junto a Edgardo Antonio Vigo con la revista Diagonal Cero y la revista Letras Trasvestidas y Ediciones Del Cementerio de la mano del poeta Juan Ángel Italiano. Entre los nombres a relacionar: Francisco Acuña de Figueroa, Joaquín Torres García, Alfredo Mario Ferreiro, Aliverti Liquida, Amanda Berenguer, Ernesto Cristiani, Julio Campal, Luis Camnitzer, Jorge Caraballo, Carlos Pellegrino, Ruben Tani, Eduardo Milán, Héctor Bardanca, Jorge Echenique Febrero, Luis Bravo, Radamés Buffa, Rafael Courtoisie, Eduardo Roland, Gustavo Wojciechowski, Martín Barea, Santiago Tavella, Blanca Porras, Atilio Buriano.
Perú ha tenido representantes desde comienzos de siglo, dentro del gran movimiento de poesía vanguardista peruano, los introductores de la poesía visual son: Alberto Hidalgo, César Moro, Carlos Oquendo de Amat. En los años 1950 Jorge Eduardo Eielson empieza a desarrollar experimentos de poesía permutatoria y visual que logra llevar hasta sus últimas consecuencias en la década de 1960 con libros como Canto Visible y Papel (ambos de 1960). Incursionó también en la poesía sonora y la performance poética. Por otra parte, poetas como Omar Aramayo y César Toro Montalvo a fines de los años 1960 y principios de los 70 publican Mabú, una revista dedicada a la poesía experimental. Otros representantes: Henrich Helberg, Enrique Verástegui, Manongo Mujica, Carlos Zúñiga, Roger Contreras, José Luis Ayala, José Beltrán Peña, Adrián Arias, Luis Alvarado Manrique, Michael Hurtado.

## Ciberpoesía
En la actualidad, la utilización de medios digitales en su creación y desarrollo es habitual en muchos autores, denominándose a esta modalidad Ciberpoesía, Poesía electrónica o Poesía digital que es la rama de la ciberliteratura en la que predomina la función estética del lenguaje. Técnicamente se caracteriza por el empleo de diversos recursos tecnológicos, desde el simple hipertexto, la animación bi o tridimensional, hasta las más avanzadas interfases de realidad virtual.
La poesía visual se sitúa más cerca del diseño gráfico o de las artes plásticas que de la literatura.

## Nómina

### Antecesores
- Rafael Alberti (Puerto de Santa María [Cádiz], 1902-1999).
- Federico García Lorca (Fuente Vaqueros [Granada], 1898-Víznar [Granada], 1936).
- Ernesto Giménez Caballero (Madrid, 1899-1988).
- José Moreno Villa (Málaga, 1887-México, 1955).
- Esteban Calvo Hernandez (Colombia, 1887-1956).

### Texto en la imagen
- Juan Luis Martínez (Valparaíso [Chile], 1942-Villa Alemana [Chile], 1993.
- José María Báez (Cádiz, 1949).
- Miquel Barceló (Felanixt [Mallorca], 1957).
- Chema Cobo (Tarifa [Cádiz], 1952).
- Evru (Barcelona, 1946).
- Joan Fontcuberta (Barcelona, 1955).
- Ferrán García Sevilla (Palma de Mallorca, 1949).
- Alberto Greco (Buenos Aires, 1931-Barcelona, 1965).
- Manuel Hernández Mompó (Valencia, 1927-Madrid, 1992).
- Juan Hidalgo (Las Palmas de Gran Canaria, 1927).
- Rogelio López Cuenca (Nerja, Málaga, 1959).
- Chema Madoz (Madrid, 1958).
- Manuel Millares (Las Palmas de Gran Canaria, 1926-Madrid, 1972).
- Gonzalo Puch (Sevilla, 1950).
- Fernando Renes (Covarrubias [Burgos], 1970).
- Yanko González (Santiago [Chile], 1971).
- Elena del Rivero (Valencia, 1949).
- Ana Sánchez (Madrid, 1964).
- Fernando Sinaga (Zaragoza, 1951).
- Wolf Vostell (Leverkusen [Renania], 1932-Berlín, 1998).
- Eduardo Romaguera (Valencia, 1976).

### Orografías de la palabra
- Chema Alvargonzález (Jerez de la Frontera, 1960).
- Joan Brossa (Barcelona, 1919 - 1998).
- Pep Llambías (Alaró [Mallorca], 1954).
- Alicia Martín (Madrid, 1964).
- Xavier Mascaró (París, 1965).
- Jaume Plensa (Barcelona, 1955).
- Antoni Tàpies (Barcelona, 1923).
- Manolo Valdés (Valencia, 1957).

### La palabra eléctrica
- Eugenio Ampudia (Madrid, 1958).
- Pepe Buitrago (Tomelloso [Ciudad Real], 1954).
- Félix Curto (Salamanca, 1967).
- Antoni Muntadas (Barcelona, 1942).
- Javier Núñez Gascó (Salamanca, 1971).
- Miguel Ángel Rebollo (Madrid, 1970).
- Fernando Sánchez Castillo (Madrid, 1970).

### Poesía visual
- Alberto Hidalgo (Arequipa, Perú, 1897-Argentina, 1967)
- Jorge Eduardo Eielson (Lima, 1924 - Milán, 2006 ).
- Ruben Grau (Buenos Aires, Argentina, 1959).
- Pablo del Barco (Burgos, 1943).
- Gustavo Vega (El Bierzo, León, 1948).
- Francisco Peralto (Málaga, 1942).
- Julio Campal (Uruguay, 1934-Madrid 1968).
- José Luis Castillejo (Sevilla, 1930).
- Juan Eduardo Cirlot (Barcelona, 1916-1973).
- Bartolomé Ferrando (Valencia, 1951).
- Joaquim Brustenga-Etxauri (Barcelona, 1951).
- Antonio Gómez García (Cuenca, 1951).
- Fernando Millán (Jaén, 1944).
- Francisco Pino (Valladolid, 1910-2002).
- Eduardo Scala (Madrid, 1945).
- Guy Bleus (Hasselt, Bélgica, 1950).
- Eduardo Romaguera (Valencia, 1976).
- César Toro Montalvo (Lambayeque, 1946)
- Toni Prat (Vic, Barcelona, 1952).
- Claudia Quade Frau (Madrid, 1977).
- José Beltrán Peña (Lima, 1961).
- Alejandro Thornton (Buenos Aires, 1970).
- Raquel Bullón Acebes (Madrid, 1983).
- Paulo Aquarone (São Paulo, 1956).
- Daniele Cibati (Roma, 1980).
- Sergio Pinto Briones (Chile, 1977).
- Gregorio Fontén (Chile, 1983).
- Paco Vila Guillén (España, 1965).
- Alfonso Aguado Ortuño (España, 1954)